# Исчезновение информации в чёрной дыре

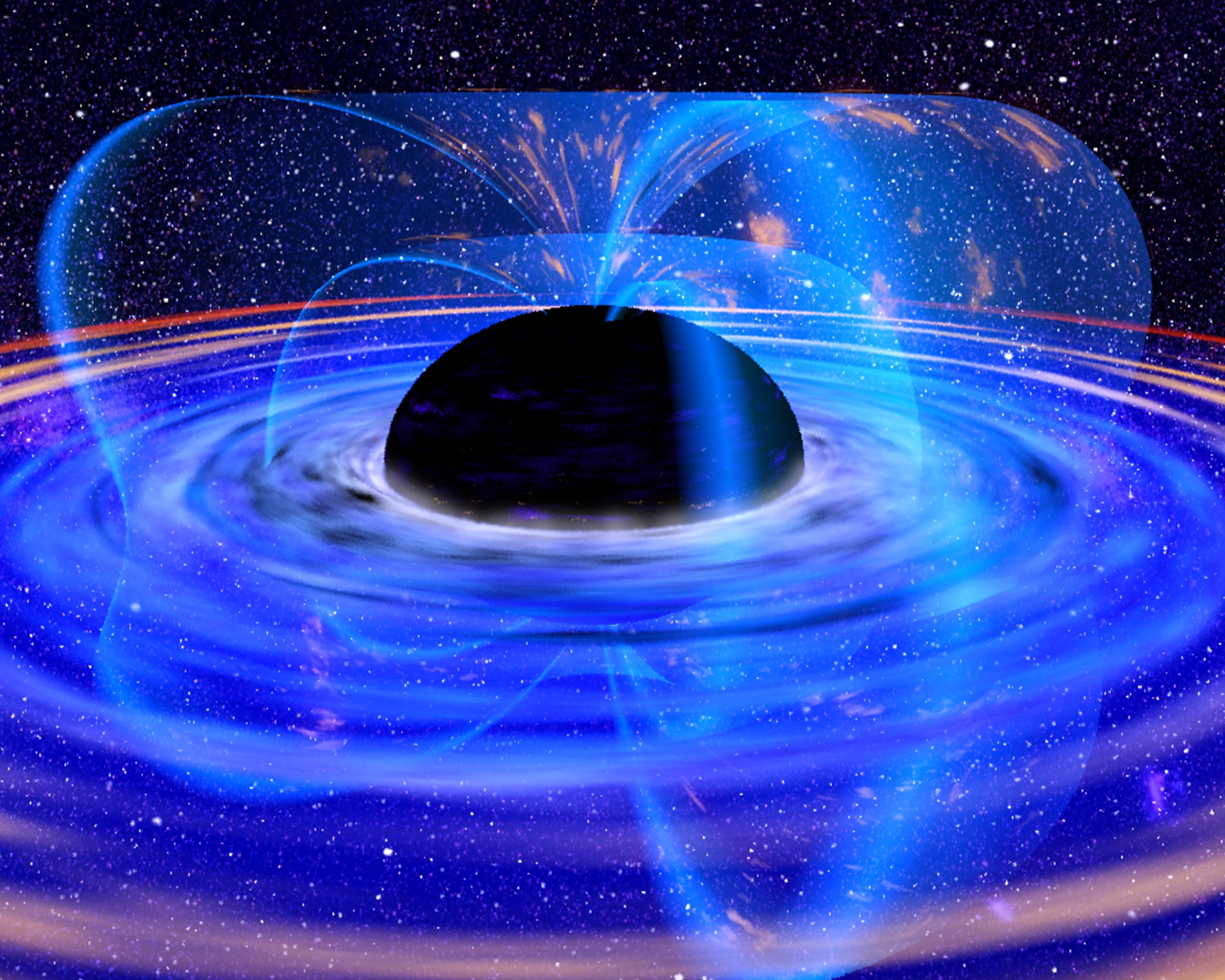
Рисунок художника: аккреционный диск горячей постоянной плазмы, вращающийся вокруг чёрной дыры

Исчезновение информации в чёрной дыре — гипотетическое явление, которое должно происходить в чёрной дыре, если она действительно подчиняется термодинамическому описанию, предложенному Стивеном Хокингом. Это явление, однако, несовместимо с общими принципами квантовой механики и потому представляет собой серьёзную проблему, стоящую перед квантовой гравитацией.
Согласно современным представлениям, невращающаяся и незаряженная чёрная дыра задаётся всего одним независимым параметром — своей массой. Это означает, что если бросить в чёрную дыру какое-либо тело определённой массы, то совершенно неважно, что это было за тело и в каком внутреннем состоянии оно находилось: свойства чёрной дыры после поглощения тела будут зависеть только от её новой массы. Это явление называется теорема об отсутствии волос, то есть все чёрные дыры одинаковой массы, электрического заряда и момента импульса неотличимы друг от друга. Это, в частности, означает, что чёрная дыра, получившаяся из гравитационного коллапса вещества, и чёрная дыра той же массы, получившаяся из гравитационного коллапса антивещества, с точки зрения внешнего наблюдателя ничем не различаются. Таким образом, в процессе гравитационного коллапса для внешнего наблюдателя нарушаются законы сохранения квантовых чисел, не связанных с калибровочными преобразованиями, как, например, барионный и лептонный заряды.
В рамках классической (неквантовой) теории гравитации чёрная дыра — объект неуничтожимый. Она может только расти, но не может ни уменьшиться, ни исчезнуть совсем. Это значит, что в принципе возможна ситуация, что попавшая в чёрную дыру информация на самом деле не исчезла, она продолжает находиться внутри чёрной дыры, но просто ненаблюдаема снаружи. Иная разновидность этой же мысли: если чёрная дыра служит мостом между нашей Вселенной и какой-нибудь другой Вселенной, то информация, возможно, просто перебросилась в другую Вселенную.
Однако, если учитывать квантовые явления, гипотетический результат будет содержать противоречия. Главный результат применения квантовой теории к чёрной дыре состоит в том, что она постепенно испаряется благодаря гипотетическому излучению Хокинга. Это значит, что настанет такой момент, когда масса чёрной дыры снова уменьшится до первоначального значения (перед бросанием в неё тела). Таким образом, в результате становится очевидно, что чёрная дыра превратила исходное тело в поток разнообразных излучений, но сама при этом не изменилась (поскольку она вернулась к исходной массе). Испущенное излучение при этом совершенно не зависит от природы попавшего в неё тела. То есть, чёрная дыра уничтожила попавшую в неё информацию.
В этой ситуации становится очевидным следующий парадокс. Если мы рассмотрим падение в чёрную дыру и последующее испарение для квантовой системы, находящейся в каком-либо чистом состоянии, то — поскольку чёрная дыра в результате не изменилась — получим преобразование исходного чистого состояния в «тепловое» (смешанное) состояние. Такое преобразование неунитарно, а вся квантовая механика строится на унитарных преобразованиях. Таким образом, эта ситуация противоречит исходным постулатам квантовой механики.
Разрешение этого противоречия — необходимый шаг на пути построения квантовой гравитации.

## Разрешение противоречия

### Возможные варианты разрешения
Поскольку проблема состоит в том, что две физические теории противоречат друг другу, когда мы их пытаемся применить к чёрной дыре, в принципе не исключено, что одна из этих теорий просто перестаёт работать в данном случае.
Так, например, высказывались мнения, что квантовая механика перестаёт работать в сверхсильных гравитационных полях.
Другой вариант разрешения заключается в том, что излучение Хокинга, возможно, не совсем хаотично-тепловое, то есть между излучаемыми частицами могут быть некоторые корреляции, которые кодируют попавшую в чёрную дыру информацию. Таким образом, чёрная дыра не будет уничтожать информацию.

### Попытки решения проблемы
В 1997 году была предложена гипотеза о АдС/КТП-соответствии), то есть гипотеза о том, что квантовая гравитация в антидеситтеровском (то есть с отрицательным космологическим членом) 5-мерном пространстве математически эквивалентна конформной теории поля на 4-поверхности этого мира.
Она была проверена в некоторых частных случаях, но пока не доказана в общем виде. Если эта гипотеза действительно верна, то это автоматически влечёт за собой разрешение проблемы об исчезновении информации. Дело в том, что конформная теория поля, по построению, унитарна. Если она дуальна квантовой гравитации, то значит и соответствующая квантовогравитационная теория тоже унитарна, а значит, информация в этом случае не теряется.
За последние годы накопилось много косвенных указаний на то, что AdS/CFT-дуальность должна выполняться. В результате, всё больше и больше физиков становятся на точку зрения, что информация в чёрной дыре не должна теряться. Однако конструктивного объяснения, что именно происходит с информацией, так и не появилось. Кроме того, остаётся непонятным, как обстоит дело в плоском или деситтеровском мире (то есть во вселенной с нулевым или положительным космологическим членом).
Другая точка зрения гласит, что исчезновение информации — очередной способ увеличения энтропии во вселенной. То есть информация не исчезает бесследно, а становится частью хаоса вселенной, откуда может быть изъята с помощью процесса, уменьшающего энтропию. Но фактически второе начало термодинамики говорит нам, что энтропия не уменьшается. Окончательно это доказано не было, поэтому вопрос остаётся открытым.
Одним из вариантов решения проблемы исчезновения информации в чёрной дыре может являться существование планковских звёзд.

### Доклад Хокинга
21 июля 2004 года на 17-й международной конференции по гравитации и общей теории относительности Стивен Хокинг представил доклад, в котором, как он считает, он предъявил разрешение этого противоречия. В этом кратком докладе не представлены детали вычислений, а описана лишь общая стратегия и конечный результат; расширенный и дополненный текст доклада опубликован 19 июля 2005 года.
Общий вывод Хокинга таков: в реальных процессах образования и испарения чёрных дыр, возможных в нашем мире, информация не теряется, в согласии с требованиями квантовой механики. Хокинг не пытается показать, как именно информация покидает чёрную дыру. Вместо этого он анализирует начальное (до образования чёрной дыры) и конечное (после её полного испарения) состояния Вселенной. Он показывает, что полное преобразование Вселенной из заданного начального состояния в заданное конечное, которое может идти самыми различными путями, оказывается унитарным. Это как раз и требуется для применимости квантовой механики, и из этого следует, что информация не исчезает.
Ключевой момент в доказательстве — утверждение о том, что настоящая чёрная дыра как объект с нетривиальными топологическими свойствами не образуется при коллапсе. То, что в нашем мире может образоваться, — это лишь «кажущаяся» чёрная дыра — объект, во многом похожий на истинную чёрную дыру, но не обладающий настоящей топологической сингулярностью.
Вычисления Хокинга относятся именно к антидеситтеровскому миру. Что будет в случае плоского или деситтеровского мира, он не говорит. Более того, использованный им подход работает только в антидеситтеровском мире.
Это заметно уменьшает ценность работы, поскольку общий вывод об унитарности в этом случае следует из AdS/CFT-двойственности, что сам Хокинг и признаёт.